# ديون فاريس
ديون فاريس (بالإنجليزية: Dionne Farris)‏ هي مغنية أمريكية، ولدت في 4 ديسمبر 1969 في نيوجيرسي في الولايات المتحدة.

## وصلات خارجية
- ديون فاريس على موقع IMDb (الإنجليزية)
- ديون فاريس على موقع ميوزك برينز (الإنجليزية)
- ديون فاريس على موقع أول ميوزيك (الإنجليزية)
- ديون فاريس على موقع ديسكوغز (الإنجليزية)